# Nunataki Brusilova
Nunataki Brusilova är en nunatak i Antarktis. Den ligger i Östantarktis. Australien gör anspråk på området. Toppen på Nunataki Brusilova är 1 468 meter över havet.
Terrängen runt Nunataki Brusilova är huvudsakligen platt. Trakten är obefolkad. Det finns inga samhällen i närheten.